# 阿井英二郎
阿井 英二郎（あい えいじろう、1964年9月29日 - ）は、茨城県稲敷郡美浦村出身の元プロ野球選手（投手）。
2005年から2012年まで埼玉県川越市の川越東高等学校の地理歴史教諭および野球部監督を務めた後、2013年から2015年まで北海道日本ハムファイターズの一軍ヘッドコーチを務めた。2016年からは、野球解説者として活動した。2018年9月からは硬式野球クラブのイートファクトリーベースボールクラブでシニアアドバイザー、2019年1月からは札幌国際大学スポーツ人間学部の教授も務める。
ユニフォームの背ネーム「AI」は、王貞治（OH）、呂明賜（RO）らと並び、日本プロ野球史上最も短い背ネームである。

## 来歴・人物

### 現役選手時代
茨城県美浦村の競走馬調教師の家庭に生まれ東農大二高の野球部から誘いを受けて進学したが、野球留学のため地元選手の父母から冷たい視線を浴びるなど苦労をした。1982年、四番・エースとして夏の甲子園に出場した。2回戦で新谷博を擁する佐賀商と対戦したが、先頭打者の打球が右足踝を直撃する不運もあって、1対5で敗れている。
1982年のドラフト会議でヤクルトスワローズから3位指名を受け、1983年に入団した。速球を評価されての指名だった。
1984年にイースタン・リーグ公式戦で10連敗を記録した。
1985年のシーズン前には、首脳陣から捕手への転向を勧められた。しかし、投手としての資質を認めていた当時の監督・土橋正幸から開幕一軍メンバーに抜擢されたことを機に、中継ぎ投手として一軍にデビューした。同年に44試合の登板で3勝を挙げる。
1986年には43試合の登板で9勝を挙げる。
1987年は36試合の登板で5勝5敗という成績を残した。この間の登板過多などの影響で右肩を痛めた。
1988年からは登板数が徐々に減少した。
1990年には、シーズン終了後の11月15日に、金銭トレードでロッテオリオンズ（翌年本拠地を千葉に移転し千葉ロッテマリーンズに改称）に移籍した。ロッテとは移籍前と同額の年俸1050万円（推定）で契約した、
1992年限りで現役を引退した。ロッテ在籍中の一軍公式戦登板は4試合にとどまった。

### 高校野球の指導者へ転身
現役引退後は、医療機器メーカーのアトムメディカルに勤務した。その一方で、自分の経験を基に高校野球での故障を減らす目的で、日本大学文理学部史学専攻の通信教育部に通って教員免許の取得を目指した。伊古田純道の生涯をテーマとした卒業論文を提出して教員免許も得たが、教育実習などを通じて教師の仕事にやりがいを感じるようになり、1997年4月に野球部のないつくば秀英高等学校（茨城県つくば市）に地理歴史科教員として着任した。
生徒の立ち上げた野球同好会が1999年4月に野球部となるのをきっかけに指導を依頼され、元プロ野球選手がアマチュア指導者になる際に必要な教諭経験に関する高野連の規定が従来の5年間から2年間に短縮された事を受け、4月1日に通算9人目のアマ指導資格を認定されている。当初は専用グラウンドがないためつくば市の野球場で練習し、硬式球が禁止されていたためシャトルコックを用いた打撃練習などを行なっていた。選手の体調を第一に配慮しながら、戦術論などを丁寧に説明することを心がけたという。
チームは着実に力をつけ、3年目の2001年には夏の県大会で鴨志田貴司を擁する水戸短大付を破って初のベスト8に進出している。一方でこの頃から全国大会出場に対する周囲の期待が高まり、自身もアマチュアは勝利至上主義ではないと考える一方で準決勝進出ができない事に悔しさを感じるなど葛藤を抱え、2004年をもって同校を離れた。
2005年からは川越東高等学校の地理歴史教諭となり、高校野球の指導を通じて生徒の成長に触れていたいとして野球部監督も務めた。
2009年秋の県大会ではチームがベスト4に進出し、県高野連から21世紀枠の候補校として推薦された。

### 日本ハム一軍ヘッドコーチ時代
2012年11月23日に、北海道日本ハムファイターズの一軍ヘッドコーチへ就任した。背番号は81。NPBでのプレー経験がある元プロ野球選手が、高校教員と高校野球の監督を歴任した後に、コーチとしてNPB加盟球団に復帰した事例はこの時の阿井が初めてである。
就任後は、従来のヘッドコーチ像と一線を画した役割で、ヤクルト時代のチームメイトだった一軍監督・栗山英樹を補佐した。選手への技術指導や戦術・戦略の検討を担当コーチに任せる代わりに、選手との面談を通じて目標の設定や共有を図ったり、選手への声掛けを重ねながら選手の変化の把握に努めたりした。阿井自身は、このような役割について、「周囲に理解されにくかったかも知れない。肩書は『教育コーチ』でも『ケアコーチ』でも良かった」と述べている。
在任期間中の一軍は、2013年こそ12年振りの最下位だったが、2014年以降は2年連続のAクラスでレギュラーシーズンを終了した。阿井自身は、2014年限りでヘッドコーチを退任する予定だった。しかし、チームの世代交代の時期と重なったことから、「若い選手をいっそう成長させたい」という理由で2015年も留任した。
2015年には、チームが2位でレギュラーシーズンを終えたにもかかわらず、3位・ロッテとのクライマックスシリーズ ファーストステージを1勝2敗で終了した。この結果を受けて球団に辞意を伝えたため、球団では10月14日に阿井の退団を発表した。さらに、阿井の退団を機に、2016年から2019年まで一軍ヘッドコーチ職を廃止した。

### 日本ハム一軍ヘッドコーチ退任後
退任発表を機に、複数の高校や大学が指導者としての受け入れを打診した。一時はアマチュア野球指導者への復帰を考えたが、「野球における心境と行動のつながりを学び直したい」という理由で打診を固辞した。
2016年からは、将来の野球指導者復帰を視野に、2つの大学院（筑波大学など）で心理学や行動科学を研究した。また、関東地方の会社からの依頼で、社員の意識改革に向けた教育に携わる。
その一方で、2016年以降のプロ野球シーズン中には、北海道新聞の「ファイターズ　アイ」（日本ハムの戦い振りを元プロ野球選手の視点で分析する連載コラム）を若松勉（ヤクルト時代のチームメイト）・岩本勉・大宮龍男と交互に担当する。
2017年からは、北海道テレビの野球解説者を務める。
2018年9月からは、イートファクトリー（大阪市を拠点に居酒屋などの飲食店を運営する会社）が翌2019年4月1日に硬式野球クラブのイートファクトリーベースボールクラブ（チーム名は「満マルビリケンズ」）を結成することを前提に、同クラブのシニアアドバイザー務める。さらに、2019年1月1日付で、札幌国際大学スポーツ人間学部スポーツ指導学科の教授へ就任した。
2025年からはSTVラジオの野球解説者としても活動する。

## 詳細情報

### 年度別投手成績
| 年 度     | 球 団     | 登 板 | 先 発 | 完 投 | 完 封 | 無 四 球 | 勝 利 | 敗 戦 | セ 丨 ブ | ホ 丨 ル ド | 勝 率 | 打 者 | 投 球 回 | 被 安 打 | 被 本 塁 打 | 与 四 球 | 敬 遠 | 与 死 球 | 奪 三 振 | 暴 投 | ボ 丨 ク | 失 点 | 自 責 点 | 防 御 率 | W H I P |
| --------- | --------- | ----- | ----- | ----- | ----- | -------- | ----- | ----- | -------- | ----------- | ----- | ----- | -------- | -------- | ----------- | -------- | ----- | -------- | -------- | ----- | -------- | ----- | -------- | -------- | ------- |
| 1985      | ヤクルト  | 44    | 4     | 0     | 0     | 0        | 3     | 5     | 2        | --          | .375  | 457   | 105.0    | 111      | 11          | 38       | 1     | 3        | 79       | 3     | 0        | 61    | 50       | 4.29     | 1.42    |
| 1986      | ヤクルト  | 43    | 2     | 1     | 0     | 0        | 9     | 6     | 1        | --          | .600  | 443   | 104.1    | 98       | 16          | 44       | 5     | 4        | 73       | 5     | 0        | 52    | 46       | 3.97     | 1.36    |
| 1987      | ヤクルト  | 36    | 5     | 0     | 0     | 0        | 5     | 5     | 1        | --          | .500  | 368   | 79.0     | 104      | 14          | 28       | 2     | 5        | 49       | 3     | 0        | 66    | 57       | 6.49     | 1.67    |
| 1988      | ヤクルト  | 13    | 1     | 0     | 0     | 0        | 0     | 0     | 0        | --          | ----  | 84    | 19.1     | 17       | 1           | 10       | 2     | 0        | 12       | 3     | 0        | 9     | 9        | 4.19     | 1.40    |
| 1989      | ヤクルト  | 4     | 0     | 0     | 0     | 0        | 0     | 0     | 0        | --          | ----  | 35    | 7.0      | 13       | 1           | 4        | 0     | 0        | 4        | 0     | 0        | 6     | 6        | 7.71     | 1.43    |
| 1991      | ロッテ    | 2     | 0     | 0     | 0     | 0        | 0     | 1     | 0        | --          | .000  | 12    | 3.0      | 3        | 0           | 1        | 0     | 0        | 1        | 0     | 0        | 1     | 1        | 3.00     | 1.33    |
| 1992      | ロッテ    | 2     | 0     | 0     | 0     | 0        | 0     | 0     | 0        | --          | ----  | 16    | 3.1      | 3        | 0           | 2        | 0     | 1        | 1        | 1     | 0        | 3     | 2        | 5.40     | 1.50    |
| 通算：7年 | 通算：7年 | 144   | 12    | 1     | 0     | 0        | 17    | 17    | 4        | --          | .500  | 1415  | 321.0    | 349      | 43          | 127      | 10    | 13       | 219      | 15    | 0        | 198   | 171      | 4.79     | 1.48    |

### 記録
- 初登板：1985年4月17日、対広島東洋カープ2回戦（明治神宮野球場）、6回表から2番手で救援登板、2回1失点
- 初先発登板：1985年4月22日、対横浜大洋ホエールズ3回戦（明治神宮野球場）、1/3回4失点で敗戦投手
- 初勝利：1985年8月3日、対中日ドラゴンズ16回戦（ナゴヤ球場）、7回裏から3番手で救援登板、3回無失点
- 初セーブ：1985年8月20日、対広島東洋カープ19回戦（明治神宮野球場）、9回2死から3番手で救援登板・完了、1/3回無失点
- 初先発勝利・初完投勝利：1986年7月6日、対中日ドラゴンズ14回戦（ナゴヤ球場）、9回1失点
- 初安打：1985年7月2日、対阪神タイガース9回戦（明治神宮野球場）、3回裏に池田親興から単打
- 初本塁打：1985年9月6日、対中日ドラゴンズ21回戦（山形県野球場）、7回裏に平沼定晴からソロ

### 背番号
- 43 （1983年 - 1990年）
- 33 （1991年 - 1992年）
- 81 （2013年 - 2015年）